# Оскар Іхуелос
Оскар Іхуелос (англ. Oscar Hijuelos; 24 серпня 1951, Нью-Йорк — 12 жовтня 2013, там же) — американський письменник, лауреат Пулітцерівської премії.

## Біографія
Оскар Іхуелос народився 24 серпня 1951 року в Нью-Йорку в кварталі Морнінгсайд-Гайтс. Його батьки — кубинські іммігранти з міста Ольгін — Паскуаль і Магдалена (Торренс) Іхуелос.
Іхуелос отримав ступені бакалавра (1975) та магістра (1975) мистецтв у Сіті-коледжі в Нью-Йорку. Перший роман Іхуелоса «Наш будинок у останньому світі», опублікований у 1983 році, був дуже добре прийнятий критиками, а його другий роман «Королі мамбо грають пісні кохання» у 1990 році отримав Пулітцерівську премію. За романом у 1992 році був знятий фільм Королі мамбо.

## Нагороди
- 1990: Пулітцерівська премія 1990 за роман «Королі мамбо грають пісні кохання»[1].